# چهارطاقی بازه‌هور
چهارطاقی بازه‌هور یا آتشکده بازه‌هور (که با نام بنای سنگی بازه‌هور خرابه‌های دوره ساسانی در فهرست آثار ملی ایران به ثبت رسیده است) مربوط به دوره اشکانیان است و در جاده مشهد-تربت حیدریه، یک کیلومتری جنوب روستای رباط سفید واقع شده است. این اثر در تاریخ ۲۴ شهریور ۱۳۱۰ با شمارهٔ ثبت ۳۹ (نخستین اثر ثبت شده در خراسان) به‌عنوان یکی از آثار ملی ایران به ثبت رسیده است.
این بنای سنگی در فاصله تقریبی ۷۵ کیلومتری مشهد در جاده قدیم اسدآباد واقع شده است. بنای چهار طاقی بازه‌هور دارای سه ورودی و یک گنبد مرتفع است.

## جزئیات
محوطه باستانی بازه هور در خراسان رضوی به عنوان یکی از مهم‌ترین آثار باستانی دوران ساسانی، بخشی از توالی فرهنگی خراسان بزرگ را نشان می‌دهد. این محوطه شامل آتشکده‌ای است که بر فراز کوه دختر قرار گرفته و از اواخر دوران اشکانی تا اوایل دوره اسلامی فعال بوده است. این آتشکده با مصالح آجر و گچ و گنبدی به ارتفاع ۱۲ متر ساخته شده و دارای تالاری ستون‌دار با تزئینات گچبری و سرستون‌های منحصربه‌فرد است. یافته‌های معماری، گچبری‌های نفیس، نقاشی‌های دیواری، اشیا و کتیبه‌های فارسی میانه اهمیت بالای این مجموعه را در میان ساکنان خراسان نشان می‌دهد.
بر اساس فرضیه‌های باستان‌شناسی، این آتشکده ممکن است یکی از سه آتشکده اصلی دوره ساسانی با نام «آذربرزین مهر» باشد که در متون مذهبی و جغرافیایی پیش از اسلام به آن اشاره شده است. همچنین، کشفیات نشان می‌دهد که این محوطه علاوه بر کاربری مذهبی، احتمالاً پناهگاه یزدگرد سوم، آخرین پادشاه ساسانی بوده است. نقاشی‌های دیواری و گچبری‌های بازه هور، از جمله صحنه‌هایی با تصاویر پادشاهان ساسانی، اطلاعات ارزشمندی دربارهٔ هنر و معماری این دوره فراهم می‌کند.
مطالعات نشان می‌دهد که این مجموعه در دوره اسلامی نیز استفاده شده و گسترش یافته است. بقایای آتشدان‌های آیینی و کارگاهی برای ساخت آن‌ها، به همراه گل‌مهرهای ساسانی و سفال‌های ادوار مختلف، شواهدی از فعالیت طولانی‌مدت این محوطه را ارائه می‌دهند. اصطلاح «دَرِ آتَش» که در کتیبه‌های پهلوی کشف شده، نشان‌دهنده جایگاه مقدس این مکان برای آتش‌های شاهی است.
بنای چهارطاقی بازه‌هور در دوره پادشاهی اشکانیان که از ۲۴۹ پیش از میلاد تا ۲۲۶ میلادی برقرار بوده و در محدوده خراسان بزرگ مقر خاندان پارتی، ساخته شده است. «آرتور اپهام پوپ» شرق‌شناس برجسته آمریکایی، معتقد است که سقف نیم دایره این بنا، کهن‌ترین گنبد جهان است. بنای چهار طاقی بازه هور دارای سه ورودی است و ساختار بنا به گونه ای است که به نظر می‌رسد بخشی برجای مانده از یک مجموعه سازه بوده است.
در سال ۲۰۱۱ یکی از پژوهشگران ایرانی نظریه وجود خاصیت نجومی این بنا را با دلایل مستند مطرح نموده است.

## نگارخانه

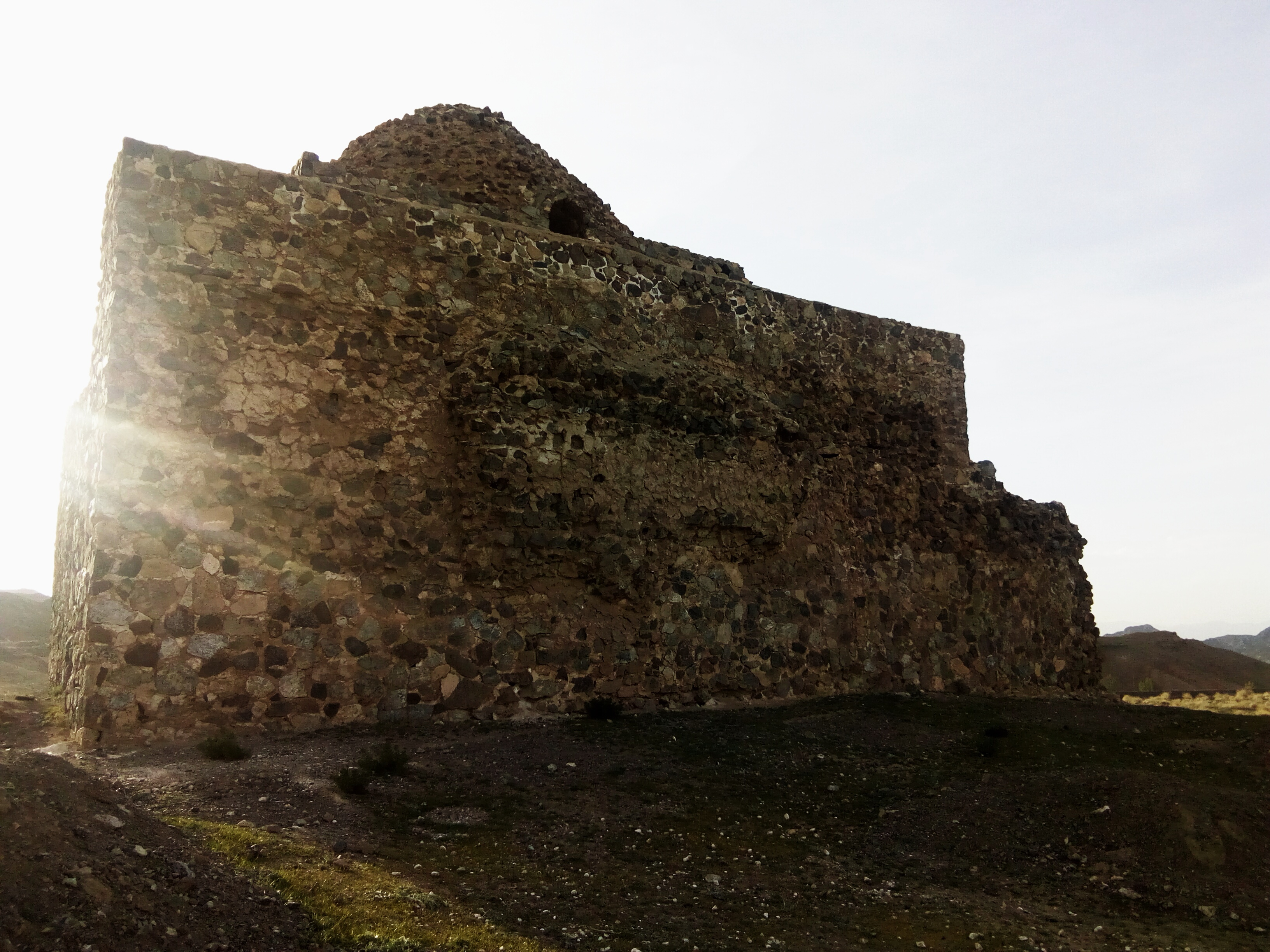
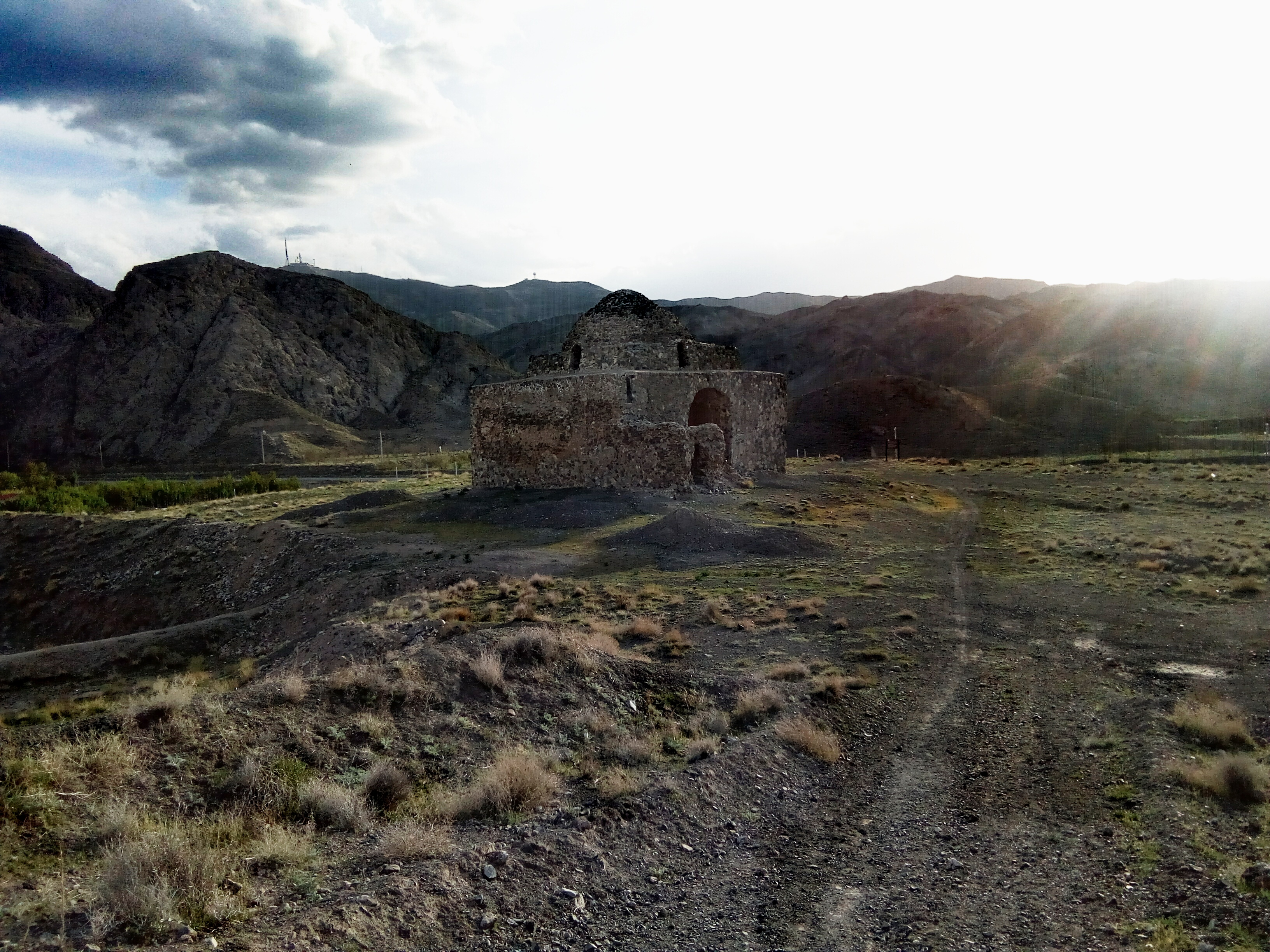
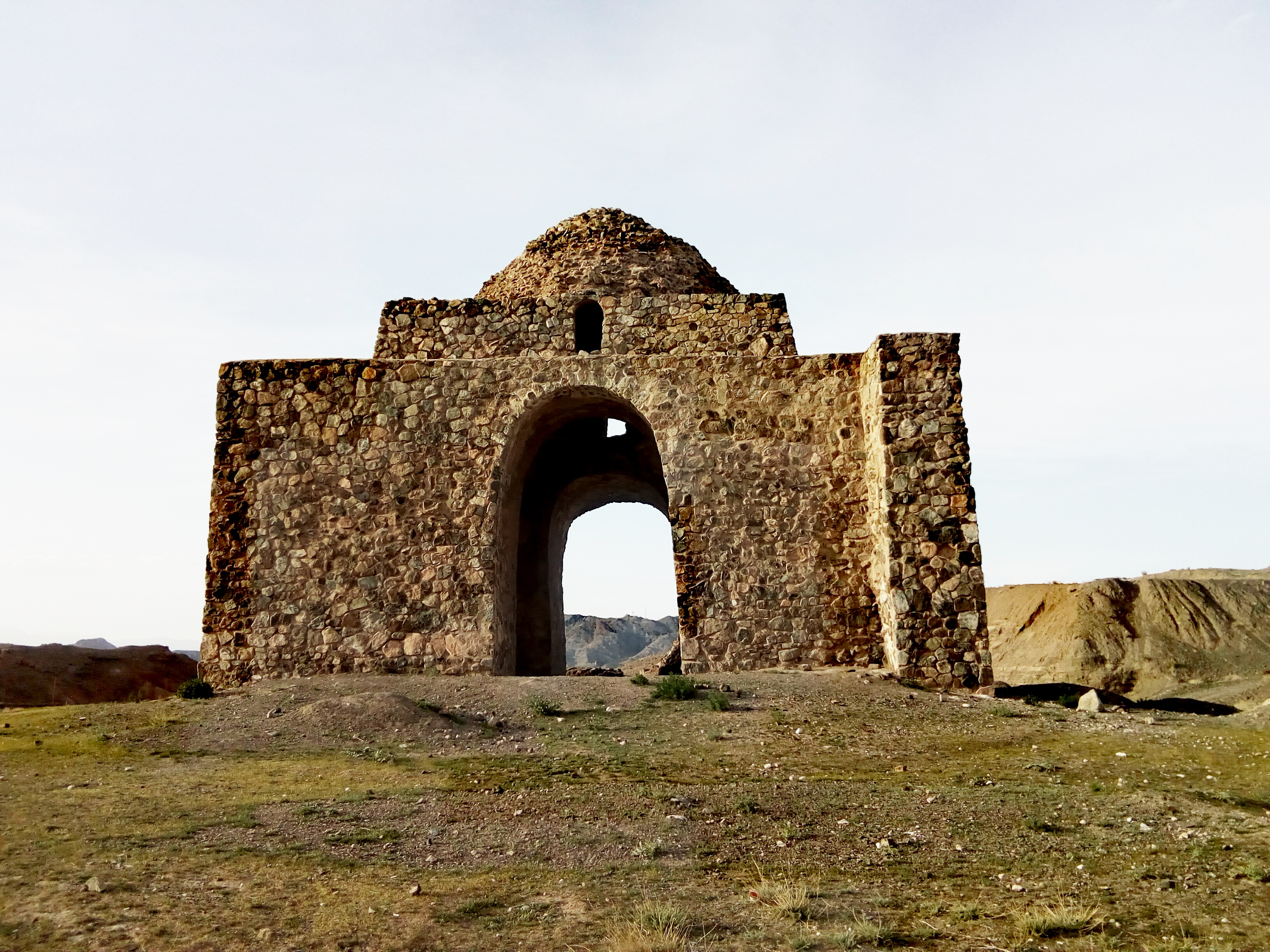
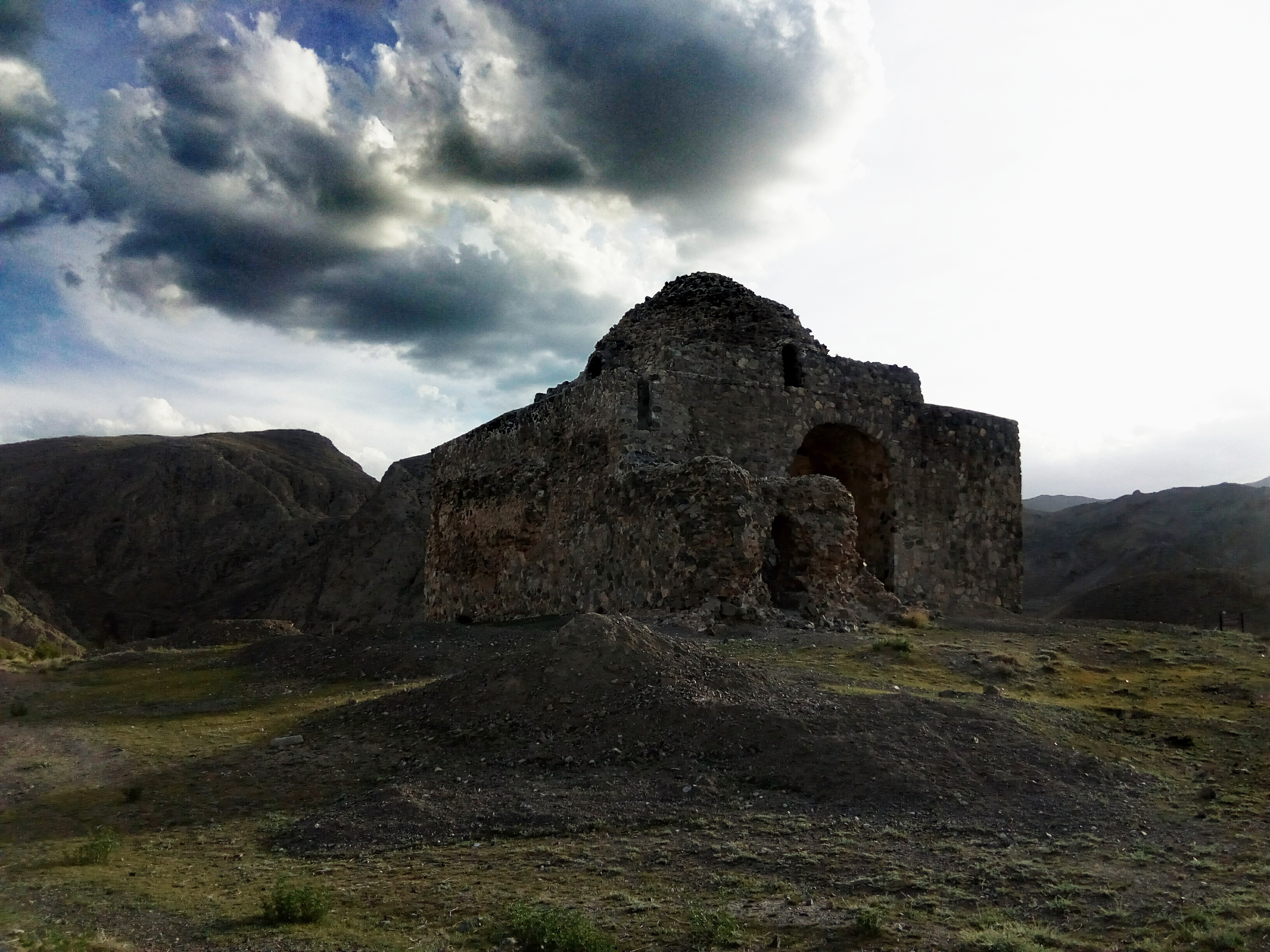